# Vilar de Canes

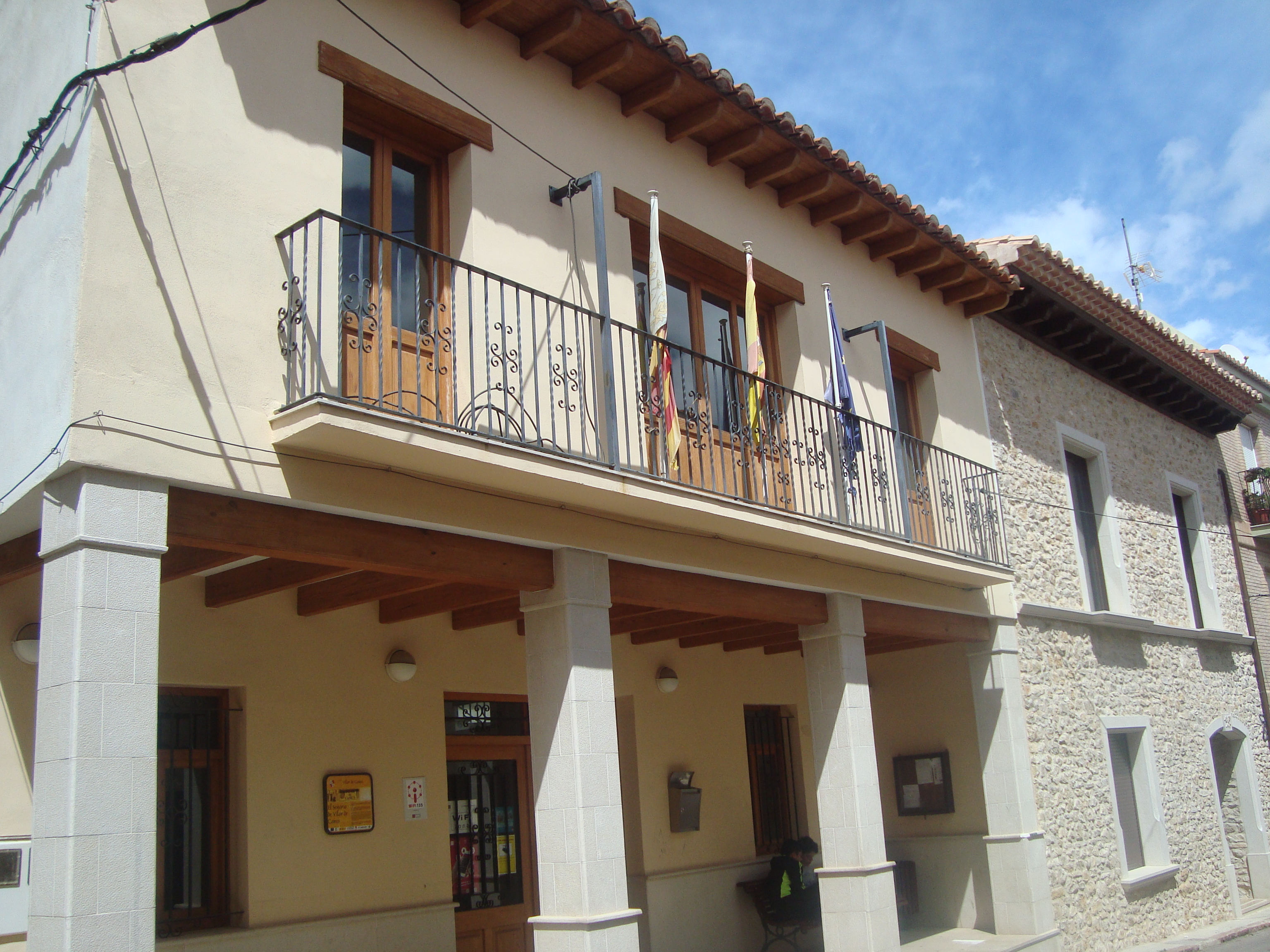
Vilar de Canes

Vilar de Canes település Spanyolországban, Castellón tartományban. Vilar de Canes Albocàsser, Ares del Maestrat, Benassal, Catí, Culla és La Torre d'En Besora községekkel határos. Lakosainak száma 156 fő (2024).

## Népesség
A település népessége az elmúlt években az alábbi módon változott:
| Lakosok száma | 180  | 185  | 185  | 175  | 186  | 175  | 179  | 169  | 174  | 156  |
|               | 2001 | 2004 | 2006 | 2009 | 2011 | 2014 | 2016 | 2019 | 2021 | 2024 |

## További információk

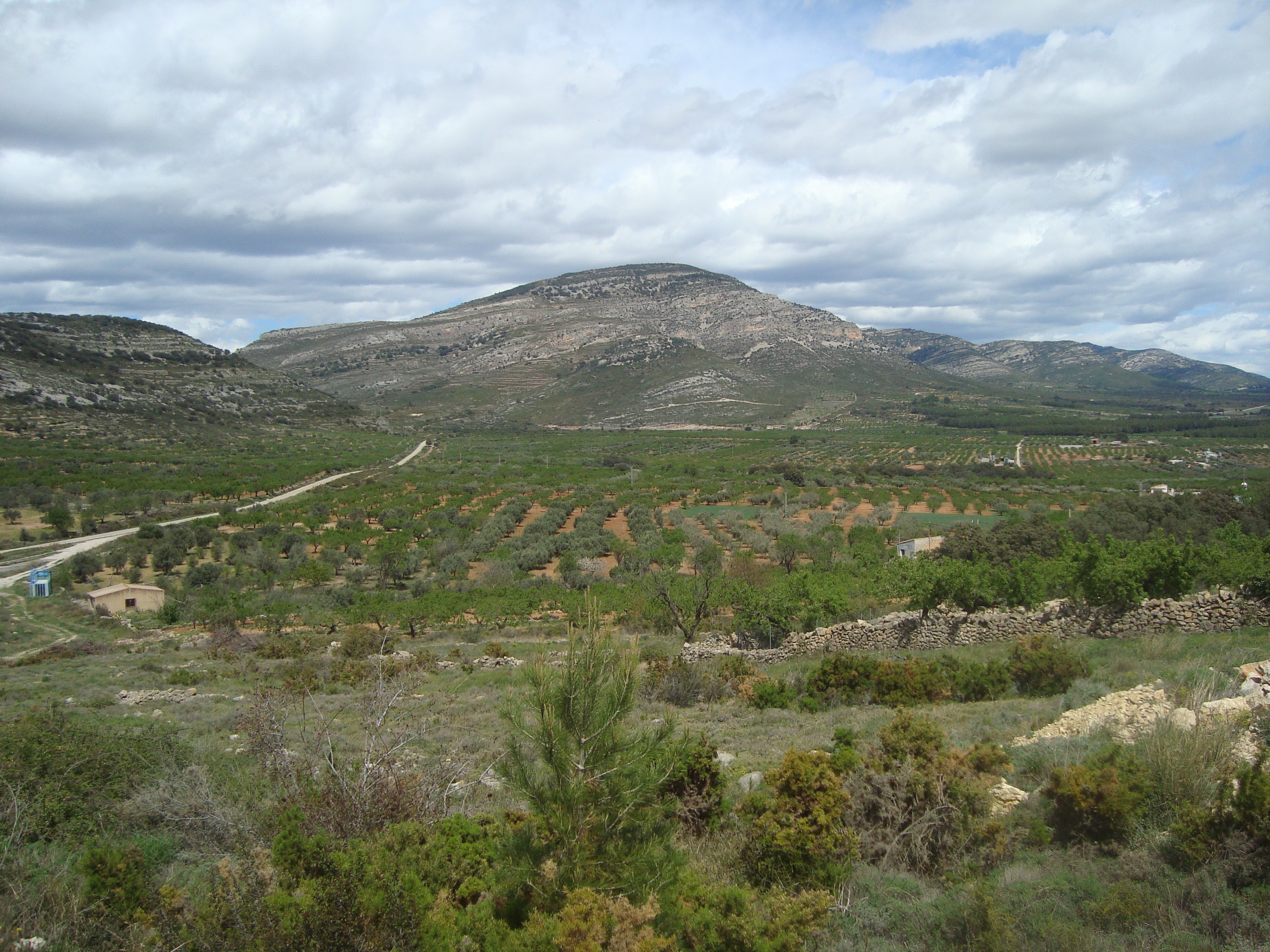
Vilar de Canes

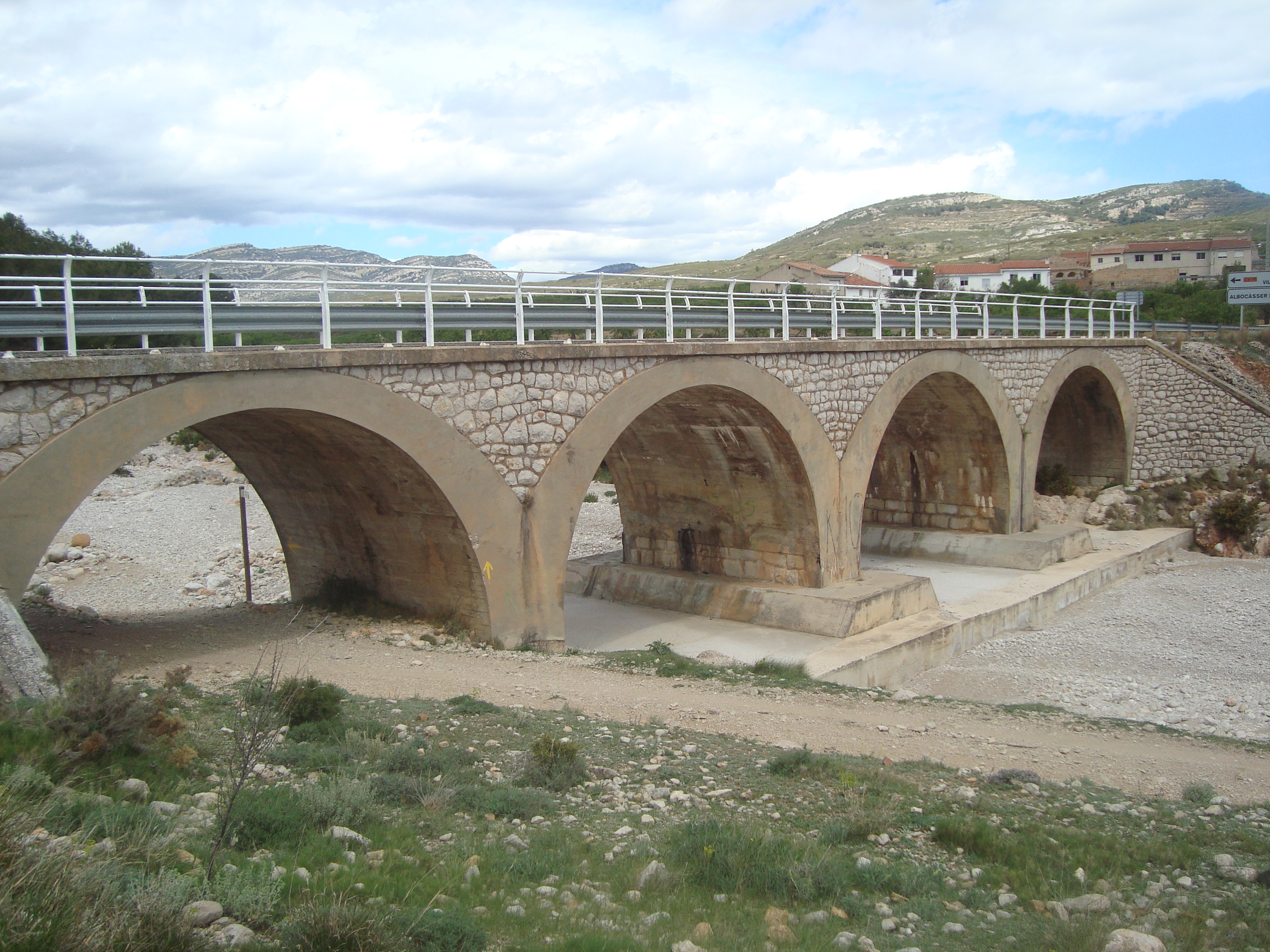
Bridge Vilar de Canes

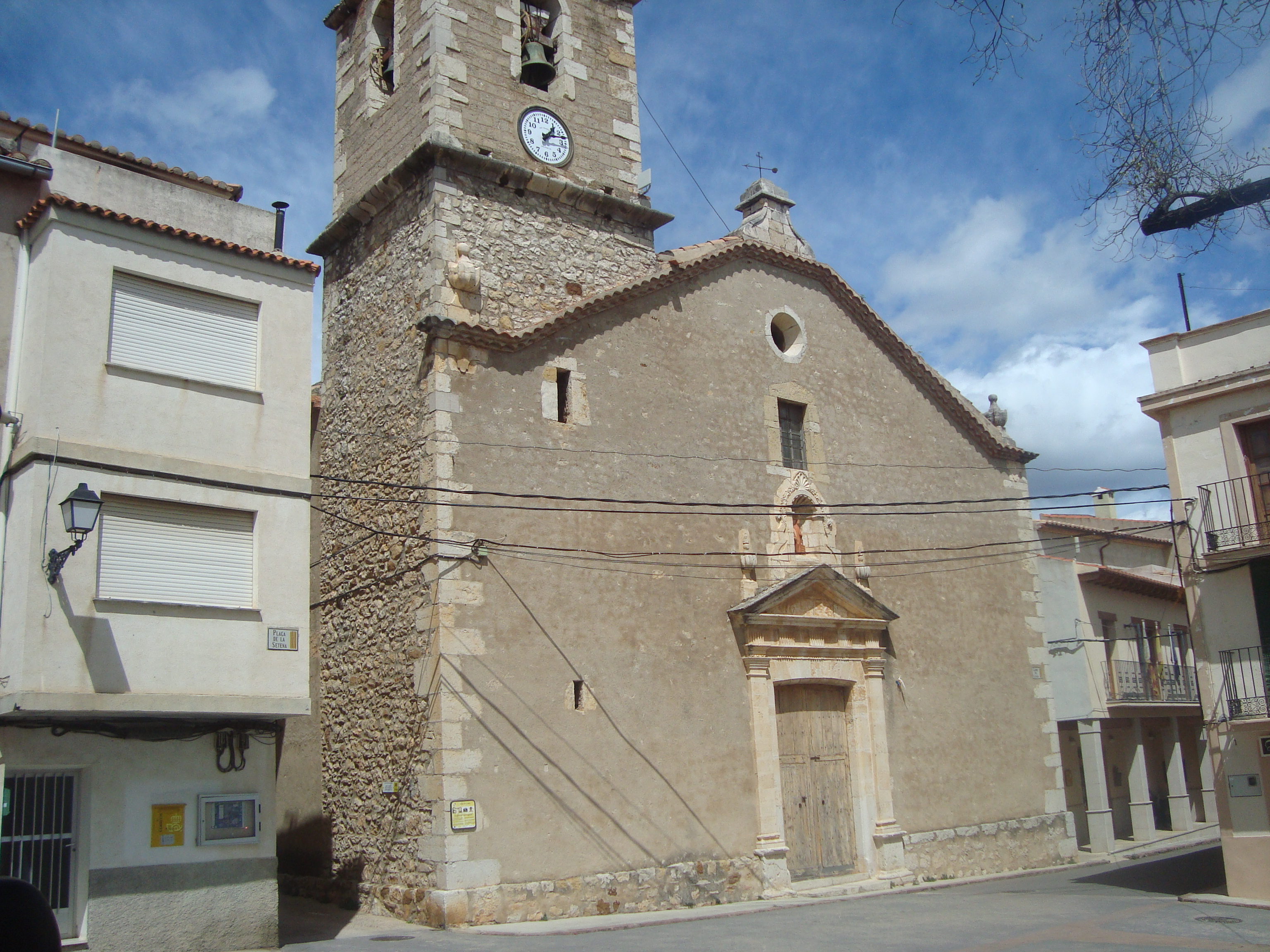
Vilar de Canes